# Acacia trineura
Acacia trineura är en ärtväxtart som beskrevs av Ferdinand von Mueller. Acacia trineura ingår i släktet akacior, och familjen ärtväxter. Inga underarter finns listade i Catalogue of Life.